# كونروي
كونروي (بالإنجليزية: Conroe, Texas)‏ هي مدينة تقع في مقاطعة مونتغومري، تكساس بولاية تكساس في شمال شرق الولايات المتحدة. تأسست عام 1904، تبلغ مساحة هذه المدينة 136.4 (كم²)، وترتفع عن سطح البحر 62.5 م، بلغ عدد سكانها 56207 نسمة في عام 2010 حسب إحصاء مكتب تعداد الولايات المتحدة وتصل الكثافة السكانية فيها 411.7 نسمة/كم2.

## التركيبة السكانية
حدّد مكتب تعداد الولايات المتحدة بيانات التركيبة السكانية لكونروي في تعداد الولايات المتحدة. في ما يلي، التركيبة السكانية حسب تعدادي 2000 و2010.

### تعداد عام 2000
بلغ عدد سكان كونروي 36,811 نسمة بحسب تعداد عام 2000، وبلغ عدد الأسر 13,145 أسرة وعدد العائلات 8,726 عائلة مقيمة في المدينة. في حين سجلت الكثافة السكانية 195.3 نسمة لكل كيلومتر مربع (505.8/ميل2). وبلغ عدد الوحدات السكنية 14,378 وحدة بمتوسط كثافة قدره 76.3 لكل كيلومتر مربع (197.6/ميل2).
وتوزع التركيب العرقي للمدينة بنسبة 71.16% من البيض و11.13% من الأمريكيين الأفارقة و0.40% من الأمريكيين الأصليين و0.95% من الأمريكيين ذوي الأصول الآسيوية و0.05% من سكان جزر المحيط الهادئ و13.38% من الأعراق الأخرى و2.93% من عرقين مختلطين أو أكثر و32.62% من الهسبانيون أو اللاتينيون من أي عرق.
بلغ عدد الأسر 13,145 أسرة كانت نسبة 39.9% منها لديها أطفال تحت سن الثامنة عشر تعيش معهم، وبلغت نسبة الأزواج القاطنين مع بعضهم البعض 47.5% من أصل المجموع الكلي للأسر، ونسبة 13.5% من الأسر كان لديها معيلات من الإناث دون وجود شريك،  بينما كانت نسبة 5.4% من الأسر لديها معيلون من الذكور دون وجود شريكة وكانت نسبة 33.6% من غير العائلات. تألفت نسبة 27.2% من أصل جميع الأسر من عدة أفراد يعيشون في نفس المنزل ونسبة 9.5% كانت تتألف من شخص يعيش بمفرده يبلغ من العمر 65 عاماً أو أكثر. وبلغ متوسط حجم الأسرة المعيشية 2.73، أما متوسط حجم العائلات فبلغ 3.33.
بلغ العمر الوسطي للسكان 29.4 عاماً. وكانت نسبة 27.9% من القاطنين تحت سن الثامنة عشر، وكانت نسبة 12.9% بين الثامنة عشر والرابعة والعشرين عاماً، ونسبة 30.6% كانت واقعةً في الفئة العمرية ما بين الخامسة والعشرين والرابعة والأربعين عاماً، ونسبة 17% كانت ما بين الخامسة والأربعين والرابعة والستين، ونسبة 9.2% كانت ضمن فئة الخامسة والستين عاماً فما فوق. يوجد لكل 100 أنثى 99.2 ذكر، ويوجد لكل 100 أنثى في الثامنة عشر من عمرها فما فوق 96.1 ذكر.
بلغ متوسط دخل الأسرة في المدينة 34,123 دولارًا، أما متوسط دخل العائلة فبلغ 37,201 دولارًا. وكان متوسط دخل الذكور 29,468 دولارًا مقابل 23,025 دولارًا للإناث. وسجل دخل الفرد الخاص بالمدينة 16,841 دولارًا. وكانت نسبة 15% من العائلات ونسبة 19.3% من السكان تحت خط الفقر، وكان من هؤلاء نسبة 27.1% تحت سن الثامنة عشر ونسبة 11.8% في الخامسة والستين من العمر وما فوق.

### تعداد عام 2010
بلغ عدد سكان كونروي 56,207 نسمة بحسب تعداد عام 2010، وبلغ عدد الأسر 20,017 أسرة وعدد العائلات 13,086 عائلة مقيمة في المدينة. في حين سجلت الكثافة السكانية 298.2 نسمة لكل كيلومتر مربع (772.3/ميل2). وبلغ عدد الوحدات السكنية 22,215 وحدة بمتوسط كثافة قدره 117.9 لكل كيلومتر مربع (305.4/ميل2).
وتوزع التركيب العرقي للمدينة بنسبة 69.65% من البيض و10.33% من الأمريكيين الأفارقة و1.22% من الأمريكيين الأصليين و1.82% من الأمريكيين ذوي الأصول الآسيوية و0.04% من سكان جزر المحيط الهادئ و13.68% من الأعراق الأخرى و3.25% من عرقين مختلطين أو أكثر و38.54% من الهسبانيون أو اللاتينيون من أي عرق.
بلغ عدد الأسر 20,017 أسرة كانت نسبة 37.4% منها لديها أطفال تحت سن الثامنة عشر تعيش معهم، وبلغت نسبة الأزواج القاطنين مع بعضهم البعض 45% من أصل المجموع الكلي للأسر، ونسبة 14.5% من الأسر كان لديها معيلات من الإناث دون وجود شريك،  بينما كانت نسبة 5.8% من الأسر لديها معيلون من الذكور دون وجود شريكة وكانت نسبة 34.6% من غير العائلات. تألفت نسبة 27.9% من أصل جميع الأسر من عدة أفراد يعيشون في نفس المنزل ونسبة 8.9% كانت تتألف من شخص يعيش بمفرده يبلغ من العمر 65 عاماً أو أكثر. وبلغ متوسط حجم الأسرة المعيشية 2.69، أما متوسط حجم العائلات فبلغ 3.31.
بلغ العمر الوسطي للسكان 31.5 عاماً. وكانت نسبة 26.5% من القاطنين تحت سن الثامنة عشر، وكانت نسبة 11.4% بين الثامنة عشر والرابعة والعشرين عاماً، ونسبة 30.6% كانت واقعةً في الفئة العمرية ما بين الخامسة والعشرين والرابعة والأربعين عاماً، ونسبة 20.5% كانت ما بين الخامسة والأربعين والرابعة والستين، ونسبة 10.9% كانت ضمن فئة الخامسة والستين عاماً فما فوق. وتوزع التركيب الجنسي للسكان بنسبة 50.5% ذكور و49.5% إناث.

## أعلام
- رود مايرز
- كايل بينيت
- تشاد فوكس
- براندون ألين
- ويل ميتكالف
- سيلاس إل. كوبلاند
- رولاند ولف
- جون مونرو
- مارك دايسن

## وصلات خارجية
- The City of Conroe, Texas
- The US50 - Cities and Towns in Texas State